# Куптоаре (Решица)
Куптоаре (рум. Cuptoare) насеље је у Румунији у жупанији Караш-Северин у граду Решица. Oпштина се налази на надморској висини од 496 m.

## Прошлост
По "Румунској енциклопедији" место се први пут помиње 1554. године као "Куптор". Ради се о првом турском попису и тефтеру у којем је записано девет домова. Када је ослобођен Банат од Турака забележено је 1717. године 17 кућа. Прва вероисповедна школа је ту отворена 1791. године, а учитељ је био Матеј Поповић. Први православни свештеник је дошао септембра 1795. и остао до маја 1809. године. Био је то поп Симеон Поповић из Чакова, који је саградио православну цркву током свог службовања.
Аустријски царски ревизор Ерлер је 1774. године констатовао да место припада Карашевском округу, Вршачког дистрикта. Становништво је било претежно влашко.

## Становништво
Према подацима из 2002. године у насељу је живело 346 становника, од којих су сви румунске националности.